# Gesetz zur Bekämpfung sexualisierter Gewalt gegen Kinder
Das Gesetz zur Bekämpfung sexualisierter Gewalt gegen Kinder ist ein deutsches Änderungsgesetz, das am 25. März 2021 vom Bundestag beschlossen, vom Bundesrat am 7. Mai 2021 gebilligt und vom Bundespräsident am 16. Juni 2021 unterzeichnet wurde und überwiegend zum 1. Juli 2021 in Kraft trat. Geändert wurden unter anderem das Strafgesetzbuch, die Strafprozessordnung und das Gesetz über das Verfahren in Familiensachen und in den Angelegenheiten der freiwilligen Gerichtsbarkeit (FamFG).
Das Artikelgesetz wollte aufgrund eines „ganzheitlichen Konzepts alle beteiligten Akteure in die Pflicht“ nehmen. Dazu wurden die Strafen für sexuellen Missbrauch von Kindern sowie für Verbreitung, Erwerb und Besitz von kinderpornographischer Inhalten deutlich verschärft, den Strafverfolgungsbehörden weitergehende Ermittlungsbefugnisse gegeben sowie spezifische Qualifikationsanforderungen an Familien- und Jugendrichter formuliert. Die Eignung, Aufgaben und Rechtsstellung des Verfahrensbeistands wurden mit Wirkung zum 1. Januar 2022 novelliert (§ 158a FamFG n.F.).